# Harry Baur
Harry Baur (Montrouge, Hauts-de-Seine, 1880. április 12. – Párizs, 1943. április 8.) francia színész.

## Életpályája
Hajózási tisztviselő, majd amatőr színjátszó volt. Marseille-ben színi tanulmányokat folytatott. 1904-től szerepelt a fővárosi színpadokon, 1910-től pedig már filmezett az Éclair cégnél. Népszerűsége az 1930-as években emelkedett tetőfokára. A német megszállás idején a Gestapo letartóztatta, és ismeretlen körülmények között halt meg Párizsban.

## Munkássága
Egyéni arculatú jellemszínész volt, aki kezdetben a Grand Guignol színpadán rémdrámákban pazarolta tehetségét. Játszott az Odéonban és a Fémineben is. A mély érzések, a nagy drámai összeütközések természetes pátoszú, utolérhetetlen átélője, megkapó tolmácsolója volt. Híres szerepei a Bűn és bűnhődés (1935) vizsgálóbírója, Jean Valjean a Nyomorultakban (1934), a Tarass Boulba (1936) féktelen apafigurája, a kapzsi Volpone volt A pénz komédiájában (1938), és a zeneirodalom tragikus sorsú óriása: Beethoven (1909, 1936).

## Magánélete

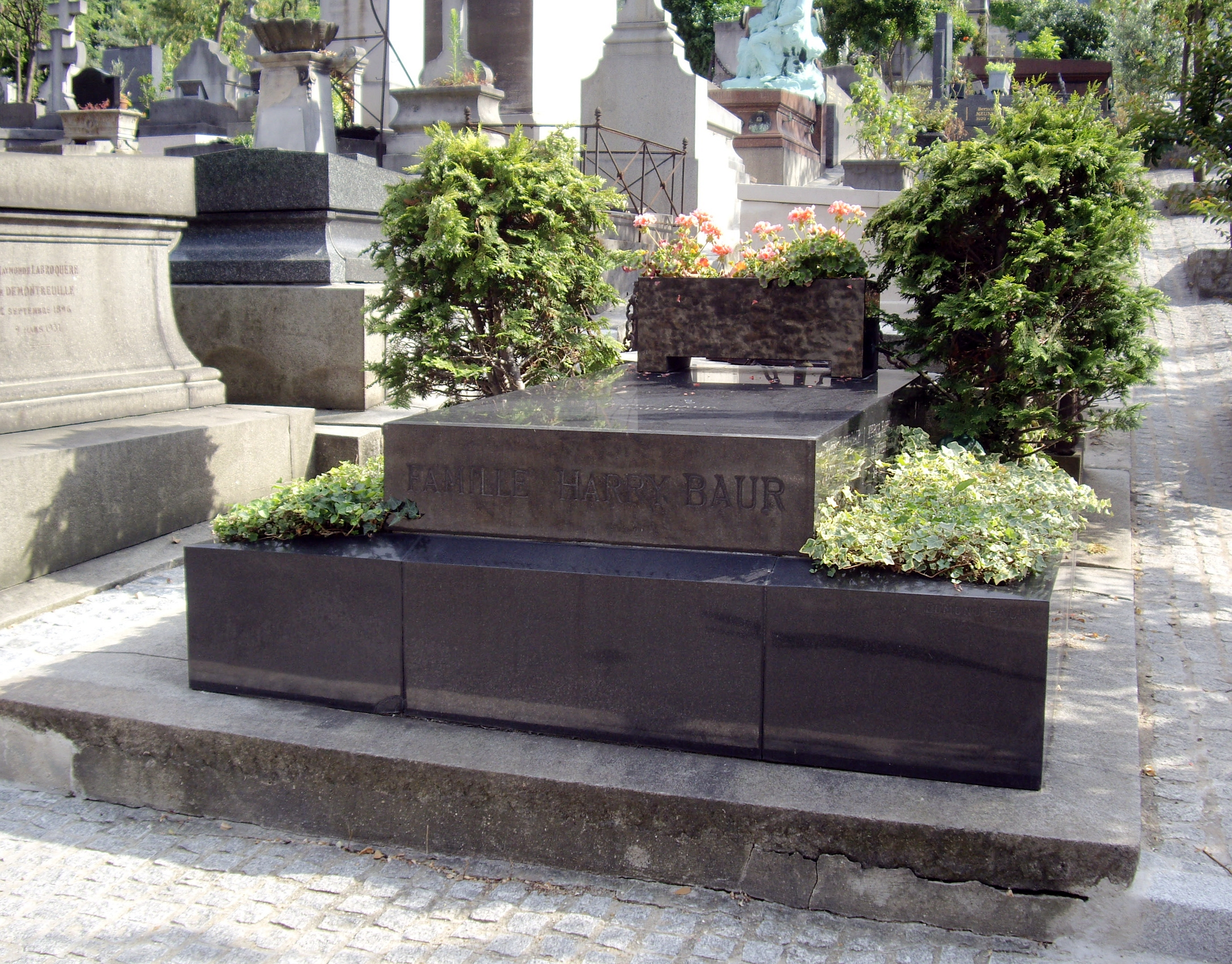
Sírja Párizsban

1910–1930 között Rose Grane (1889–1930) francia színésznő volt a felesége. Három gyermekük született. 1936–1943 között Rika Radifé (1902–1983) török színésznő volt a párja.

## Filmjei
- 1909: Beethoven, néma rövidfilm – Ludwig van Beethoven
- 1913: Shylock (néma rövidfilm)  – Shylock kalmár
- 1916: Az aranykonty (Chignon d’or) – Gróf Hector de Nages
- 1923: A látnok (La voyante) – Monsieur Detaille
- 1931: A milliomos Golder (David Golder) – David Golder
- 1932: Csutak úrfi (Poil de carotte) – Monsieur Lepic
- 1933: Egy ember feje (La tête d’un homme) – Maigret felügyelő
- 1933: Szerelem orvosa / A vén gazember (Cette vieille canaille) – Guillaume Vautier professzor
- 1934: A nyomorultak (Les misérables) – Jean Valjean
- 1934: A bűnös asszony (Un homme en or) – Papon
- 1934: Moszkvai éjszakák (Les nuits moscovites) – Pjotr Brjukov
- 1935: Golgota (Golgotha) – Heródes király
- 1935: Bűn és bűnhődés (Crime et châtiment) – Porfir bíró
- 1936: Golem (Le golem) – II. Rudolf császár
- 1936: Tarasz Bulyba / Kozákok kapitánya (Tarass Boulba) – Tarasz Bulba
- 1936: Beethoven szerelme (Un grand amour de Beethoven)– Luwig van Beethoven
- 1936: Hősök a tenger alatt (Nitchevo) – Robert Cartier parancsnok
- 1936: Lázadás Marokkóban (Les hommes nouveaux) – Bourron
- 1937: Táncrend (Un carnet de bal) – Alain Regnault
- 1938: Vágyakozás (Nostalgie) – Virin postamester
- 1938: Rasputin, a fekete cár (La tragédie impériale) – Grigorij Raszputyin
- 1938: A zsarnok (Le patriote) – I. Pál orosz cár
- 1940: Fekete ember (L’homme du Niger) – Bourdet doktor
- 1940: Mindenért fizetni kell (Le président Haudecoeur) – Haudecoeur elnök
- 1941: Volpone – A pénz komédiája (Volpone) – Volpone
- 1941: A télapó meggyilkolása (L’assassinat du Père Noël) – Monsieur Lacalade
- 1943: Végzet(wd) (Symphonie eines Lebens) – Stephan Melchior
- 1946: Az óra körbejár